# Lincoln’s New Salem
Lincoln’s New Salem im Menard County im US-Bundesstaat Illinois ist ein dem Andenken Abraham Lincolns gewidmetes Freilichtmuseum. Es wurde in den 1930er Jahren als Rekonstruktion an der Stelle des aufgegebenen Präriestädtchens New Salem errichtet, in dem der spätere US-Präsident 100 Jahre zuvor seine ersten Erwachsenenjahre verlebt hatte.

## Das historische New Salem

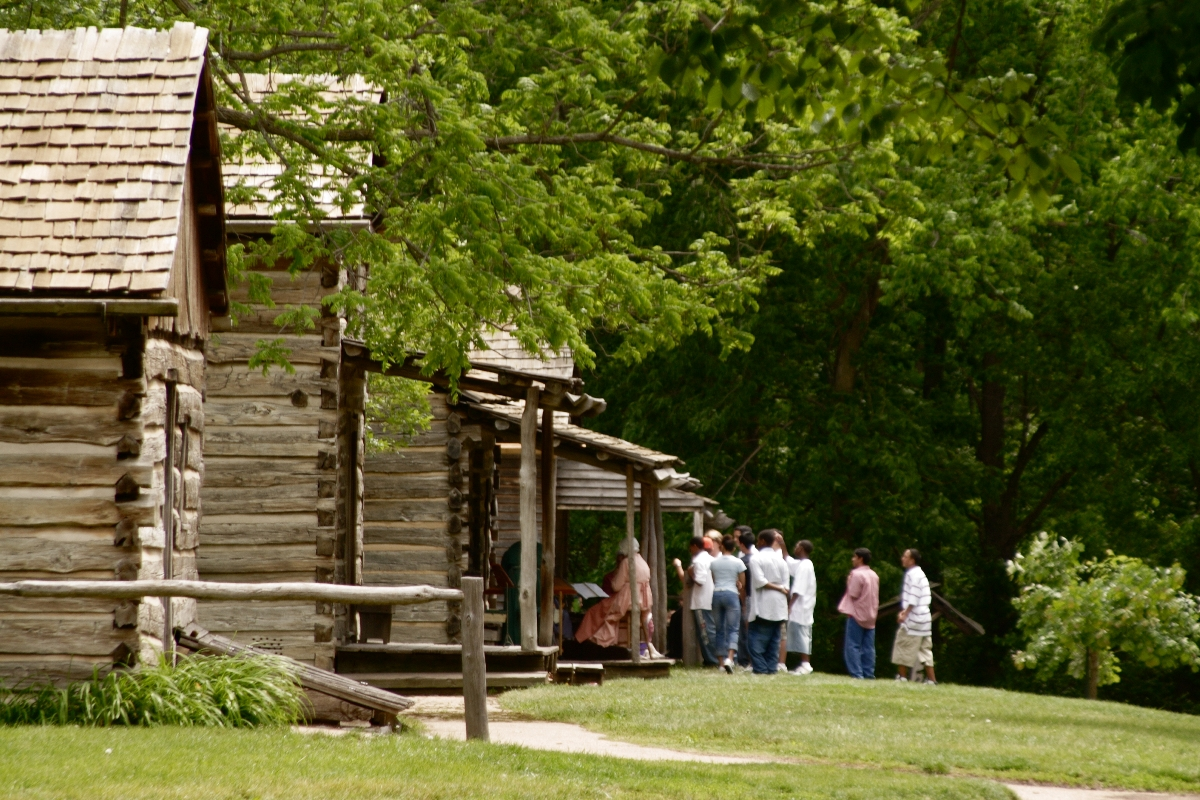
Blockhäuser an der Main Street

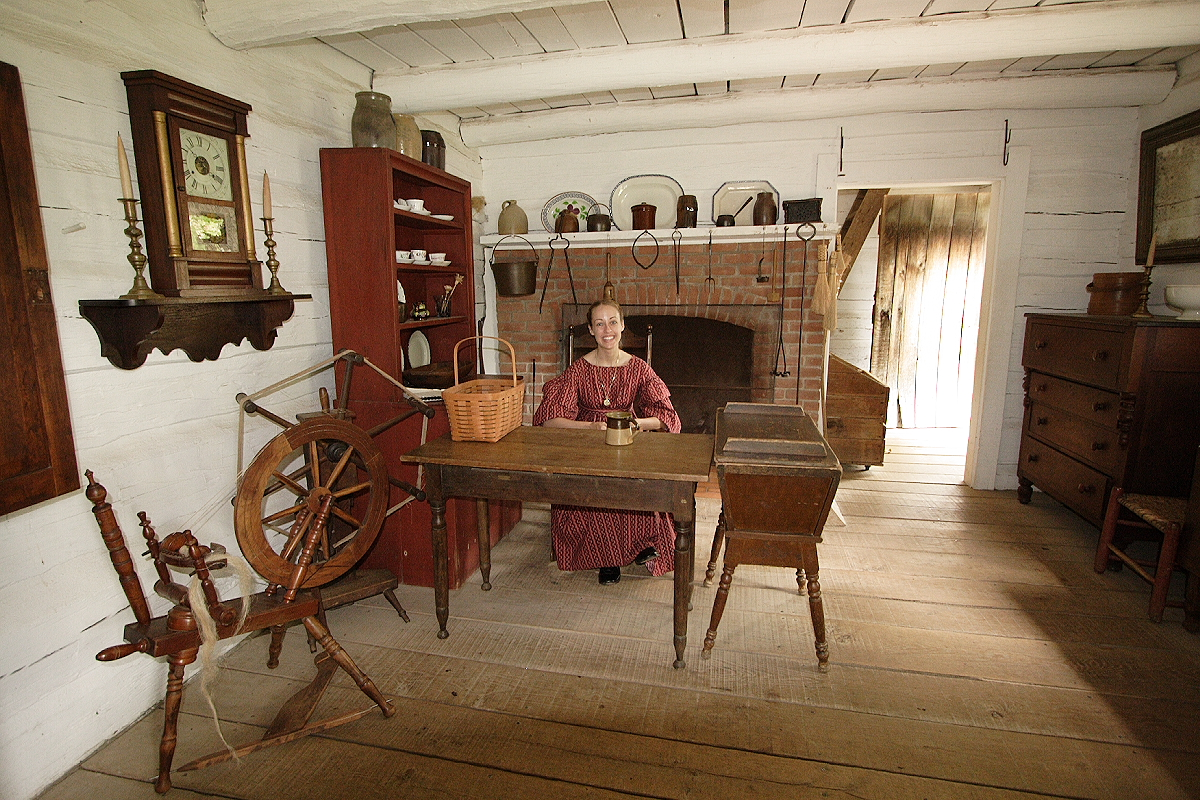
Innenansicht des Hauses von Sam Hill

Als Siedlung existierte New Salem, das im 19. Jahrhundert zum Sangamon County gehörte, nur etwas länger als ein Jahrzehnt. Der Ort entstand 1828 etwa 30 Kilometer nordwestlich von Springfield am Sangamon, einem linken Zufluss des Illinois River. In diesem Jahr errichteten James Rutledge und John Camron am Flussufer eine Getreidemühle und verkauften Parzellen in deren Umgebung an weitere Siedler, die sich bald dort niederließen. Die Einwohnerzahl nahm in den ersten Jahren rasch zu, ging aber wieder zurück, nachdem nicht New Salem, sondern das benachbarte Petersburg zum Sitz des Countys bestimmt worden war. Zum Bedeutungsverlust und raschen Niedergang des Orts trug auch die Tatsache bei, dass der Sangamon River sich nur ungenügend für die Dampfschifffahrt eignete. Bereits um 1840 war der Ort wieder verlassen.
Von 1831 bis 1837 lebte auch der junge Abraham Lincoln in New Salem und unternahm dort seine ersten Schritte in die Politik. Er ließ sich in dem Ort nieder, nachdem er im Alter von 22 Jahren sein Elternhaus verlassen hatte. Zunächst war er als Kaufmannsgehilfe, später auch als Posthalter, Landvermesser, Gemischtwarenhändler und in weiteren Berufen tätig. Im Jahr 1832 kandidierte er zum ersten Mal, allerdings erfolglos, um einen Sitz im Staatsparlament von Illinois. Im nächsten Anlauf, zwei Jahre später, wurde er als Vertreter des Sangamon County gewählt und behielt dieses Mandat 12 Jahre lang bis zu seiner Wahl ins US-Repräsentantenhaus.
Zu Lincolns Zeit gab es in New Salem neben Privathäusern und der Getreidemühle u. a. eine Küferwerkstatt, eine  Schmiede und weitere Handwerksbetriebe, eine Wollkämmerei, mehrere Läden, ein Wirtshaus, zwei Arztpraxen sowie ein Schulhaus, das zugleich als Kirche diente. Auch wenn nie mehr als 20 bis 25 Familien in New Salem lebten, war es – gemessen an den örtlichen Verhältnissen – kein Bauerndorf, sondern ein Städtchen, das vom Handel lebte. Es zog zeitweilig Geschäftsleute, Dienstleister und Handwerker an, die an der Frontier, der Siedlungsgrenze, ihr Glück versuchten.
Lincoln, der sich neben seinen wechselnden beruflichen Tätigkeiten im Selbststudium zum Juristen weitergebildet hatte, zog 1837 von New Salem in die nahegelegene Hauptstadt Springfield, wo er eine Anwaltspraxis eröffnete. Wenige Jahre später wurde New Salem aufgegeben.

## Das Freilichtmuseum

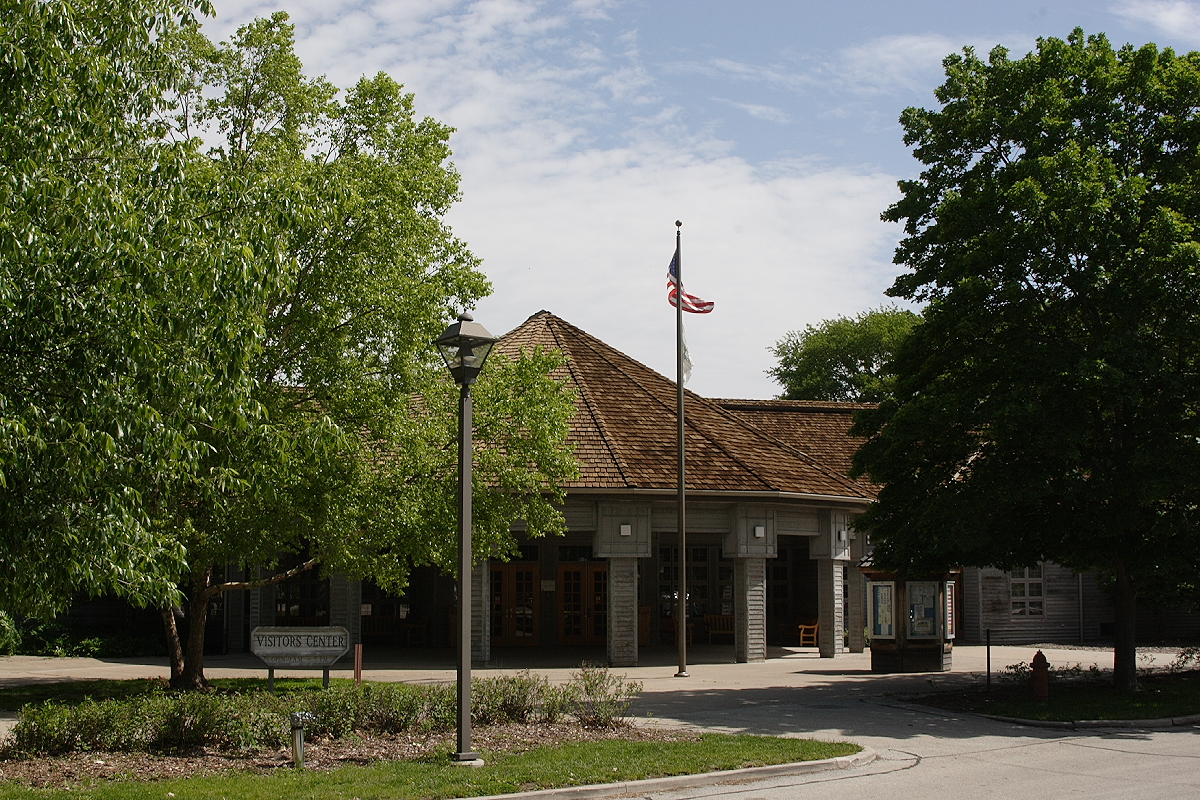
Das Besucherzentrum

Das heutige Freilichtmuseum New Salem erstreckt sich über etwa 2,8 Quadratkilometer und umfasst neben einem Besucherzentrum mit Museum und Theater 23 rekonstruierte Gebäude. Der historische Park wird von einem gemeinnützigen Verein, der New Salem Lincoln League, betrieben. Er ist ganzjährig geöffnet und zählte im Jahr 2006 rund 600.000 Besucher.
Die Errichtung von Lincoln’s New Salem erfolgte im Wesentlichen in den 1930er Jahren, zum Teil als Arbeitsbeschaffungsmaßnahme während der Großen Depression. Die 23 Gebäude sind zumeist Rekonstruktionen von Blockhäusern im Stil der 1830er Jahre. Das einzige Original ist die ehemalige Werkstatt des Küfers Henry Onstot, die 1840 abgetragen und im benachbarten Petersburg wieder aufgebaut worden war. 1922 wurde sie wieder zurück nach New Salem versetzt, an dieselbe Stelle, an der sie nach Ansicht von Archäologen ursprünglich gestanden hatte.
Alle Gebäude sind im Stil der Zeit eingerichtet, in der Lincoln in New Salem lebte. Bei vielen der Einrichtungs- und Gebrauchsgegenstände handelt es sich um Antiquitäten aus Farmhäusern der Umgebung. Auch Laiendarsteller in zeitgenössischen Kostümen lassen die 1830er Jahre wieder aufleben. Die Rekonstruktion des Orts beruht nicht nur auf archäologischen Befunden und  zeitgenössischen Dokumenten, sondern auch auf Zeichnungen und Erinnerungen ehemaliger Bewohner, die bereits gegen Ende des 19. Jahrhunderts gesammelt wurden.